# Thomas Bing
Pour les articles homonymes, voir Bing.
Thomas Bing, né le 3 avril 1990 à Bad Salzungen, est un fondeur allemand.

## Carrière

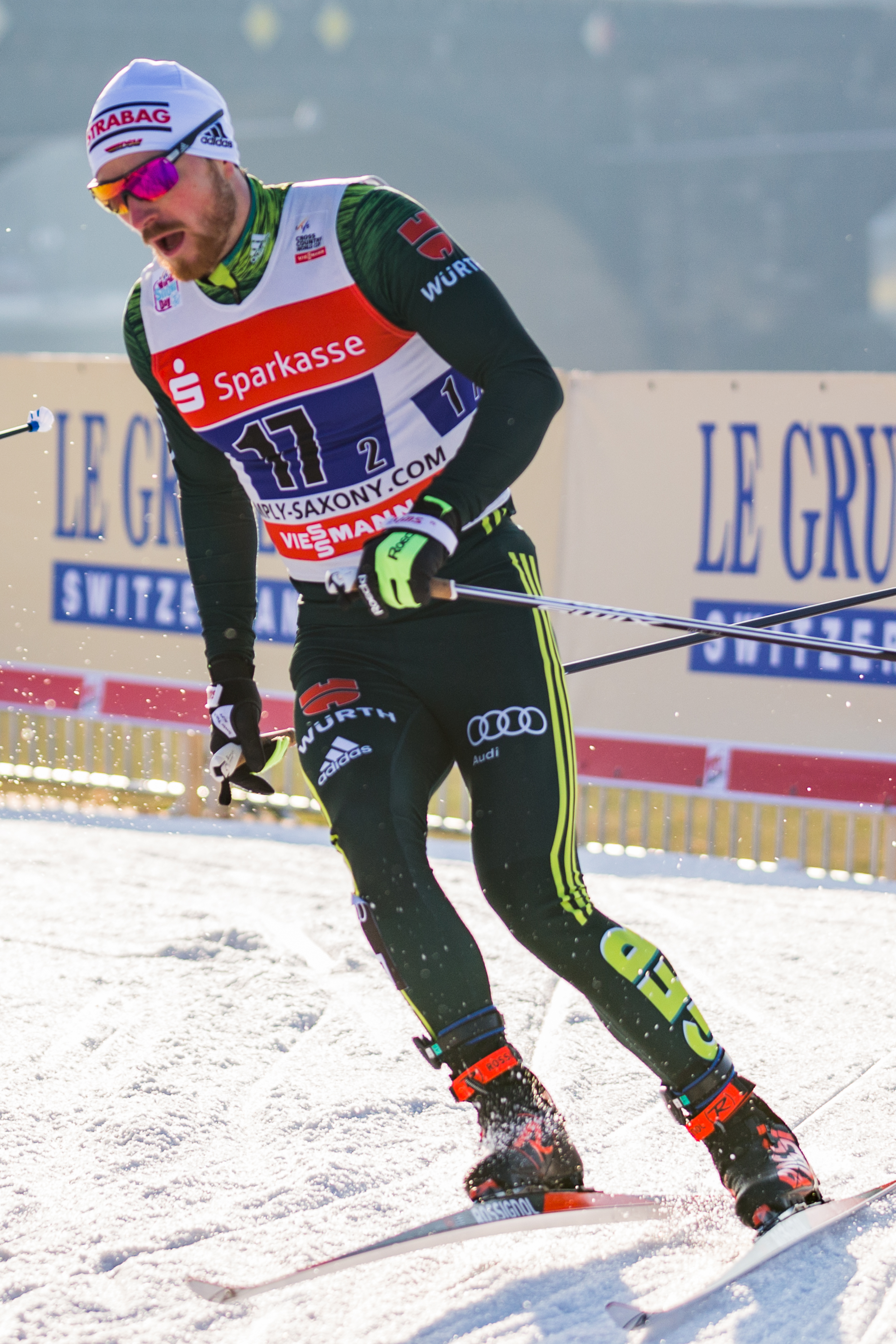
Thomas Bing, 2018

Membre du club Rhöner WSV Dermbach, il dispute ses premières compétitions junior officielles en 2005-2006. En 2007, il court sa première manche dans la Coupe OPA, terminant dixième.  Un an plus tard, il se distingue aux Championnats du monde junior à Malles, prenant la médaille d'argent au relais, après deux places dans le top dix en individuel. Lors des Championnats du monde junior 2009 et 2010 , il ajoute deux médailles en relais à sa collection (argent, puis bronze). Après un premier podium en Coupe OPA en 2010, il effectue sa première saison chez les séniors dans ce circuit secondaire, prenant la deuxième place au classement général, ayant gagné sa première course au trente kilomètres à Rogla.
Il fait ses débuts en Coupe du monde en décembre 2011. Il obtient son meilleur résultat à ce niveau lors du Tour de ski 2013-2014 où il finit quatrième lors du 15 km classique de Lenzerheide. Il se qualifie de cette façon pour les Jeux olympiques de Sotchi.
Aux Championnats du monde 2015, à Falun, pour sa première sélection en mondial, Bing se quatrième du sprint par équipes avec Tim Tscharnke, à seulement quatre dixièmes de seconde du podium.
Aux Jeux olympiques d'hiver de 2018, à Pyeongchang, il 11e du skiathlon, 15e du sprint classique, 30e du cinquante kilomètres classique, 10e du sprint par équipes et 6e du relais. Cet hiver, il enregistre aussi son meilleur classement général en Coupe du monde avec le 38e rang.

## Palmarès

### Jeux olympiques
| Épreuve / Édition   | Sprint                           | Sprint                           | 15 km                            | 15 km                            | Skiathlon 2 × 15 km | 50 km | Relais | Relais    |
| Épreuve / Édition   | libre                            | classique                        | libre                            | classique                        | Skiathlon 2 × 15 km | 50 km | Sprint | 4 × 10 km |
| JO 2014 Sotchi      | 32e                              | Épreuve inexistante à cette date | Épreuve inexistante à cette date | —                                | 36e                 | 36e   | —      | —         |
| JO 2018 Pyeongchang | Épreuve inexistante à cette date | 15e                              | —                                | Épreuve inexistante à cette date | 11e                 | 30e   | 10e    | 6e        |

Légende :
- : pas d'épreuve
- — : Non disputée par Bing

### Championnats du monde
| Épreuve / Édition        | Sprint                           | Sprint                           | 15 km                            | 15 km                            | Skiathlon 2 × 15 km | 50 km | Relais | Relais    |
| Épreuve / Édition        | libre                            | classique                        | libre                            | classique                        | Skiathlon 2 × 15 km | 50 km | Sprint | 4 × 10 km |
| Mondiaux 2015 Falun      | Épreuve inexistante à cette date | 46e                              | —                                | Épreuve inexistante à cette date | —                   | 42e   | 4e     | 7e        |
| Mondiaux 2017 Lahti      | 41e                              | Épreuve inexistante à cette date | Épreuve inexistante à cette date | 45e                              | —                   | —     | 7e     | 6e        |
| Mondiaux 2021 Oberstdorf | Épreuve inexistante à cette date | 49e                              | —                                | Épreuve inexistante à cette date | —                   | -     | -      | -         |

Légende :
- : pas d'épreuve
- — : Non disputée par Bing

### Coupe du monde
- Meilleur classement général : 38e en 2018.
- Meilleur résultat individuel : 4e dans une étape du Tour de ski.

#### Classements en Coupe du monde
| Année     | Classement général final | Classement distance | Classement sprint |
| 2011-2012 | 93e                      | 68e                 | -                 |
| 2012-2013 | 107e                     | 68e                 | -                 |
| 2013-2014 | 51e                      | 32e                 | -                 |
| 2014-2015 | 79e                      | 55e                 | 87e               |
| 2015-2016 | 88e                      | 60e                 | 80e               |
| 2016-2017 | 47e                      | 44e                 | 47e               |
| 2017-2018 | 38e                      | 28e                 | -                 |
| 2018-2019 | 89e                      | 59e                 | -                 |
| 2019-2020 | 128e                     | 83e                 |                   |
| 2020-2021 | 81e                      | 88e                 | 50e               |

### Championnats du monde junior
- 2 médailles d'argent en relais en 2008 et 2009.
- 1 médaille de bronze en relais en 2010.

### Championnats du monde des moins de 23 ans
- Médaille de bronze sur le quinze kilomètres libre en 2013.

### Coupe OPA
- 2e du classement général en 2011.
- 11 podiums, dont 3 victoires.